# Нездрино
Нездрино — деревня в Окуловском муниципальном районе Новгородской области, относится к Боровёнковскому сельскому поселению.
Деревня расположена между Белым Боровым и Нездринским озером (на северном берегу Нездринского озера) на Валдайской возвышенности, в 18 км к северо-западу от Окуловки (25 км по автомобильной дороге), до административного центра сельского поселения — посёлка Боровёнка 5 км.
Неподалёку, у противоположного берега озера Нездринского находятся деревни: Горки и Наволок, а у озера Белое Боровое — посёлок Сосновый.
| 2010 |
| ---- |
| 0    |

## История
В Новгородской губернии деревня была приписана к Заозёрской волости Крестецкого уезда, а с 30 марта 1918 года Маловишерского уезда.

## Транспорт
Ближайшая железнодорожная станция расположена на главном ходу Октябрьской железной дороги — в Боровёнке.